# Interpretación junguiana de la religión
La interpretación junguiana de la religión, iniciada por Carl Jung y continuada por sus seguidores, es un intento de interpretar la religión a la luz de la psicología junguiana. A diferencia de Sigmund Freud y sus seguidores, los junguianos tienden a tratar las creencias y conductas religiosas desde una perspectiva favorable, al tiempo que ofrecen referencias psicológicas a términos religiosos tradicionales como «alma», «mal», «trascendencia», «lo sagrado» y «Dios». Debido a que las creencias no tienen que ser ciertas para que las personas las sostengan, la interpretación junguiana de la religión ha sido, y sigue siendo, de interés para psicólogos y teólogos.

## Psicología junguiana
Jung estableció una escuela de psicología que enfatiza la búsqueda humana de la integridad (que definió como la integración de componentes conscientes e inconscientes de la psique) a través de un proceso llamado individuación. Al estudiar el folclore, las mitologías del mundo y los sueños de sus pacientes, Jung identificó estos componentes de la psique como expresiones de patrones instintivos (o arquetipos). El papel del psicoanalista en el enfoque junguiano es ayudar al paciente a no ser abrumado por material inconsciente o ser separado del significado que ofrecen estas fuerzas suprapersonales. Los analistas junguianos suelen creer que la psique es la fuente de la curación y el impulso hacia la individuación.

## Tradición religiosa occidental
La evaluación de Jung de la religión occidental surgió tanto de sus propias experiencias como del trabajo psicoterapéutico con sus clientes europeos. Cuando era joven tenía visiones y sueños que eran poderosos y ricos en significado, pero se aferraba al cristianismo. Aunque creía que Dios podía «hacerme cosas estupendas, cosas de fuego y luz sobrenatural», se sintió profundamente decepcionado por su primera comunión, en sus palabras, «no pasó nada». Vio los mismos síntomas en sus clientes, a saber, una fascinación por el poder del inconsciente, junto con la insuficiencia de los símbolos y rituales religiosos occidentales para representar este poder. Al resumir su análisis de la situación europea moderna, dijo: «Nuestra era quiere experimentar la psique por sí misma... conocimiento, en lugar de fe».
Según el analista de entrenamiento junguiano, Murray Stein, Jung relacionó las construcciones teológicas y psicológicas utilizando tres principios:
1. Los elementos teológicos (como Dios) pueden interpretarse para referirse a conceptos psicológicos.
2. Los psicólogos pueden evaluar la adecuación de las construcciones teológicas contra la dinámica de la psique.
3. Las palabras sobre la psique son también palabras sobre Dios, debido a la correspondencia entre subjetividad y objetividad .

Por lo tanto, procediendo por el principio #1 en Respuesta a Job, Jung interpretó a Yahveh como una forma arcaica del Sí-mismo, Job como el ego y Satanás como el principio de la individuación. Jung interpreta la evolución de la imagen de Dios representada en el Antiguo y Nuevo Testamento como un proceso de desarrollo psicológico: en el Libro de Job, el sí-mismo arcaico se impulsa hacia la conciencia por el ego más consciente, un proceso al que asisten los sueños y profecías (por ejemplo, los profetas del Antiguo Testamento). El sí-mismo entra en la conciencia del ego (la encarnación de Dios en Jesús de Nazaret), seguido por el surgimiento de la función trascendente (cuando el Espíritu Santo viene a los discípulos en Pentecostés).
En «A Psychological Approach to the Doctrine of the Trinity», nuevamente a través del principio #1, Jung interpreta al Padre como el sí-mismo, la fuente de energía dentro de la psique; el Hijo como una estructura emergente de conciencia que reemplaza al ego auto-alienado; y el Espíritu Santo como una estructura mediadora entre el ego y el Sí-mismo. Sin embargo, Jung creía que la psique avanza hacia su finalización en cuatro (compuesto por pares de opuestos) y que, por lo tanto (usando el principio n.3 anterior), la formulación cristiana de la Trinidad daría paso a una Cuaternidad al incluir aspectos que faltan. (por ejemplo, lo femenino y el mal). Este análisis llevó a Jung a enviar una nota de felicitación al Papa Pío XII en 1950 por la adopción de la doctrina de la Asunción de la Santísima Virgen María, para completar la Cuaternidad.

## Tradición religiosa oriental
Jung escribió varios libros y artículos sobre las religiones orientales, incluidos comentarios sobre el Libro tibetano de los muertos, el yoga y la meditación oriental. También contribuyó con prólogo a libros sobre budismo zen, hombres santos de la India y el I Ching.

## Gnosticismo
Carl Jung y su asociado G. R. S. Mead trabajaron en tratar de entender y explicar la fe gnóstica desde un punto de vista psicológico. La psicología analítica de Jung en muchos aspectos refleja de manera esquemática la antigua mitología gnóstica, en particular la de Valentín y la doctrina gnóstica «clásica» descrita con mayor detalle en el Evangelio apócrifo de Juan.
Jung entiende el surgimiento del Demiurgo a partir de la fuente monádica original y unificada del universo espiritual mediante etapas graduales que son análogas (y una representación simbólica de) el surgimiento del sí mismo desde el inconsciente. Sin embargo, no está claro si las similitudes entre las enseñanzas psicológicas de Jung y las de los gnósticos se deben a que comparten una «filosofía perenne», o si Jung fue influenciado involuntariamente por los gnósticos en la formación de sus teorías. El propio «himno gnóstico» de Jung, Septem Sermones ad Mortuos (Siete sermones a los muertos), tendería a implicar esto último, pero después de distribuir el manuscrito, Jung se negó a publicarlo durante su vida. Dado que no está claro si Jung estaba en última instancia disgustado con el libro o si simplemente lo suprimió como demasiado controvertido, el problema sigue siendo debatido. También es incierta la creencia de Jung de que los gnósticos estaban al tanto del significado o sentido psicológico intencionado dentro de sus mitos.
Por otro lado, se desprende de una comparación de los escritos de Jung y de los antiguos gnósticos, que Jung no estaba de acuerdo con ellos sobre el objetivo final del individuo. Los gnósticos en la Antigüedad buscaron claramente un retorno a una Deidad suprema, de otro mundo. En un estudio de Jung, Robert Segal afirmó que el eminente psicólogo habría encontrado que la interpretación psicológica del objetivo del antiguo gnosticismo (es decir, la reunificación con el Pléroma o el Dios desconocido) es psíquicamente «peligrosa», por ser Una identificación total con el inconsciente. Sostener que hay al menos algún desacuerdo entre Jung y el gnosticismo es al menos soportable: el proceso junguiano de la individuación implica la adición de tropos psíquicos inconscientes a la conciencia para lograr un centro inconsciente en la personalidad. Jung no pretendía que esta adición tomara la forma de una identificación completa del Sí mismo con el Inconsciente.

## Comentarios y críticas
Edward F. Edinger sistematizó y extendió la interpretación de Jung del Dios judeocristiano, particularmente en su libro Ego and Archetype. El profesor Wallace Clift, un sacerdote episcopal, exploró las similitudes entre la visión de Jung de la humanidad como «una historia de desarrollo de la conciencia» con la doctrina del cristianismo de «el Espíritu Santo entendido como presente en cada persona. ... No se trata de hacer que cada persona sea un "Dios", sino por el contrario, darse cuenta de que dentro de cada persona se encuentra la potencialidad de responder a Dios al traer ese encuentro a la conciencia». Además, propuso la existencia de un nuevo arquetipo postjunguiano, el peregrino.
John A. Sanford, sacerdote episcopal y analista junguiano, interpreta las enseñanzas de Jesús desde una perspectiva junguiana en su libro de 1970, The Kingdom Within, en el que asocia ser un fariseo con la identificación con nuestra máscara o persona. Él interpreta al Diablo o la tentación de pecar como «el adversario interno», el dicho «ama a tus enemigos» como el dictado para descubrir y eliminar nuestras proyecciones de los demás, y defiende a Jesús como el ejemplo de la integridad humana, uniendo cuerpo, alma, espíritu, sexualidad, eros y significado a través del amor. El analista junguiano y profesor de psicología y religión, Robert L. Moore, cita a Cristo como expresión de cuatro arquetipos encontrados en la psique masculina: el Guerrero (al luchar con sus demonios internos en el desierto y en Getsemaní); el Amante (al radicalizar el mandamiento de amar a nuestros vecinos); el Mago (al cambiar el agua por vino, alimentando a los miles y sanando a los enfermos); y el Rey (al generar el Reino de Dios y al identificarse con el camino hacia el Padre).
James Hillman, fundador de la psicología arquetipal, ha hecho mucho para exponer los «cristianismos» no reconocidos u ocultos dentro de la psicología junguiana, por ejemplo, una barrera para capturar el inframundo o el dominio del Hades como el reino psíquico es la victoria de Cristo sobre la muerte. De manera similar, el modelo para ver la Sombra como un problema moral es la doctrina cristiana del pecado. Hillman cree que el alma o la interioridad se refieren no solo a los humanos sino a los objetos inanimados y al mundo. Hillman critica la convención de Jung de igualar los símbolos de redondez (p. ej., el rosetón de una catedral) con el Sí mismo, y desalienta el intento de lograr una totalidad indivisa al integrar las partes. El Sí mismo de Jung (que representa al Dios interior) deriva del monoteísmo y, por el contrario, Hillman fomenta una perspectiva politeísta.
P. Victor White, un teólogo y sacerdote dominico inglés, y Jung llevaron una correspondencia de 15 años. A través de su diálogo, White intentó integrar la psicología analítica en la teología católica mientras Jung intentaba reinterpretar los símbolos cristianos. A White le quedó claro que «Jung era un psiquiatra y no un filósofo y/o teólogo profesional, y que había importantes cuestiones teológicas que Jung parecía, por cualquier motivo, no entender o valorar». Un punto no resuelto fue la perspectiva de White de que el mal es la ausencia del bien, mientras que Jung creía que una imagen divina adecuada debe incluir el mal para equilibrar el bien. Además, White vaciló ante la suposición de Jung de que la imagen del dios judeocristiano cambia con el tiempo y que sería reemplazada por algo diferente en el futuro lejano. En su libro de 1994, el crítico Richard Noll defiende que Jung promovió sus teorías psicológicas como una religión pagana y afirma que uno no puede ser católico y junguiano a la vez.
El eminente teólogo y filósofo judío, Martin Buber, tuvo un interés de por vida en el psicoanálisis, y pudo haber asistido a la misma conferencia de Eranos con Jung en 1934. En 1952, Buber y Jung intercambiaron cartas sobre un artículo que Buber había publicado titulado «Religión y pensamiento moderno». En su réplica, Buber afirmó que Jung se había desviado de su dominio de la experiencia en teología al afirmar que Dios no existe independientemente de la psique de los seres humanos. Llegó a la conclusión de que Jung estaba «deificando místicamente los instintos en lugar de santificarlos en la fe», lo que llamó una «manifestación moderna de la Gnosis».
Naomi R. Goldenberg, después de revisar la idea de Jung de los arquetipos como formas platónicas incorpóreas y del según ella "daño" causado a las mujeres por la dicotomía mente-cuerpo, sugiere que «la teoría feminista se aleja radicalmente del arquetipo junguiano [y] de todos los sistemas de pensamiento que afirman deidades superhumanas y trascendentes». Mientras rechaza esta parte de la teoría junguiana, recomienda que las mujeres puedan usar la práctica de Jung de la imaginación activa, o «soñando el sueño en adelante», para formar una comunidad psico-espiritual satisfactoria. El libro de Marie-Louise von Franz, que analiza los sueños de los moribundos, concluye que «el inconsciente ... nos prepara no para un fin definido sino para una transformación profunda y para una especie de continuación del proceso de vida». Ella se une a Edward F. Edinger para sugerir que algunos sueños no pueden interpretarse adecuadamente como representaciones simbólicas de procesos internos subjetivos, sino que son «metafísicos», insinuando una realidad que es profundamente misteriosa.